# Bernard Neteler

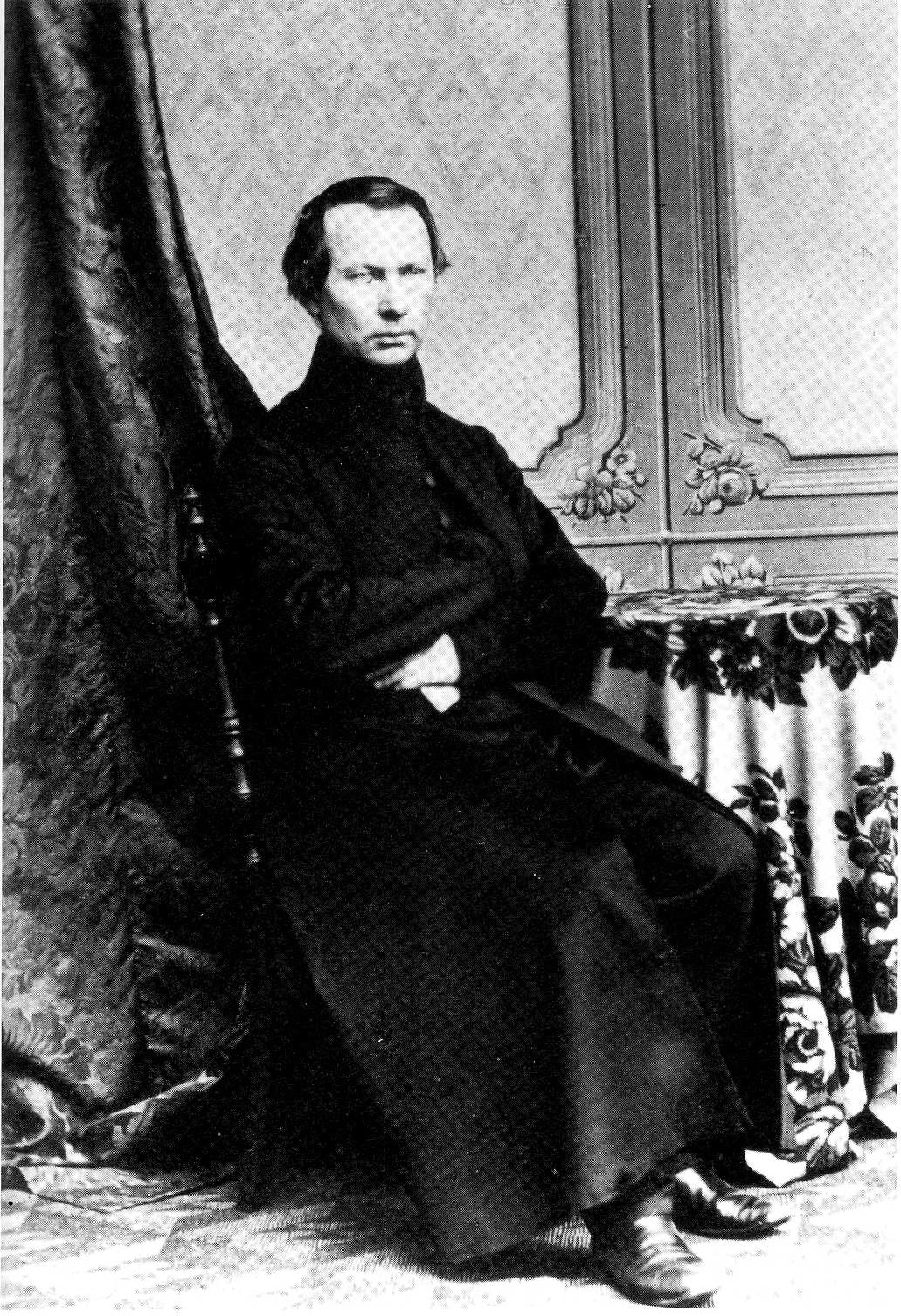
Bernard Neteler auf Schloss Loburg Ende 19. Jahrhundert

Bernard Neteler (* 7. Oktober 1821 in Dinklage; † 9. Juli 1912 in Ostbevern) war ein römisch-katholischer Priester, Bibelwissenschaftler und Schriftsteller.

## Leben
Johann Bernard Neteler wurde als Sohn des Kötters Johann Hermann Neteler und seine Ehefrau Anna Maria Elisabeth Sieve in Dinklage geboren. Nach dem Abitur auf dem Gymnasium Antonianum Vechta in Vechta studierte er in Münster Theologie. Am 6. Juni 1846 wurde er zum Priester geweiht und schloss sein Studium mit der Promotion ab. 1847 wurde er Schlossvikar auf dem Schloss Loburg; diese Position hatte er bis zu seinem Tod inne. Seine Wirkungsstätte war unter anderem die Hubertuskapelle. Er fand sein Grab auf dem Friedhof der Anna-Kapelle.

## Werk
1856 erschien sein erstes Werk: „Grundgesetze der geschichtlichen Entwicklung des Menschengeschlechtes“. Es folgten Kommentare und Untersuchungen zu zahlreichen Büchern des Alten Testamentes: Jesaia, Jeremia, Ezechiel und Daniel, 1871 zu den zwölf kleinen Propheten, 1873 zu 1. und 2. Buch der Chronik, 1877 zu Esdras, Nehemia und Esther, schließlich zu den Büchern Richter, Samuel, 1. und 2. Buch der Könige, Judith und Genesis. Er versuchte eine alttestamentliche Zeittafel zu erstellen, um diese mit Ereignissen der Weltgeschichte zu vergleichen.

## Werke (Auswahl)
- Grundgesetze der geschichtlichen Entwicklung des Menschengeschlechtes. Münster 1856.
- Rettung der Bauernhöfe : Betrachtungen für den Bauernstand : ein Beitrag zur Lösung der socialen Frage. 1864.
- Grundlage des christlichen Glaubens. Münster 1866.
- Studien über die Echtheit des Pentateuchs. 1867.
- Ueber Offenbarung und Natur in den elf ersten Kapiteln der Genesis. Theising-Verlag, Münster 1869.
- Die Gliederung des Buches Daniels als Grundlage der Erklärung desselben. Niemann-Verlag, Münster 1870.
- Die Gliederung des Buches der zwölf Propheten als Grundlage der Erklärung desselben. Münster 1871.
- Die Gliederung des Buches der Apokalypse als Grundlage der Erklärung desselben. Münster 1871.
- Das Buch Isaias aus dem Urtext übersetzt und mit Berücksichtigung seiner Gliederung und der auf seinem Inhalt sich beziehende assyrischen Inschriften erklaert. Münster 1876.
- Abriss der alttestamentlichen Literatur-Geschichte. Münster 1879.
- Grundzüge der hebräischen Metrik der Psalmen. Münster 1879.
- Zusammenhang der alttestamentlichen Zeitrechnung mit der Profangeschichte. Verlag Theissing, Münster 1886.
- Untersuchung der geschichtlichen und der kanonischen Geltung des Buches Judith. Verlag Theissing, Münster 1886.
- Stellung der alttestamentlichen Zeitrechnung in der altorientalischen Geschichte. Verlag Theissing, Münster,  Heft 1: Untersuchg d. assyr.-alttestamentl. Gleichzeitigktn. (25 S., 1892); Heft 2: Untersuchung d. Zeiträume von Salomon bis Noe. (23 S., 1893); Heft 3: Untersuchung d, Zeitr. d. 70 Jahrwochen. (19 S., 1893); Heft 4: Unters. urgeschichtl. Verhältn. d. Genesis. (21 S., 1893);  Heft 5: Unters. d. Zeitverhältn. d. babylon. Exils. (19 S., 1894); Heft 6: Unters. d. Berichte d. Genesis üb. d. Urzeiten d. Menschht.. (35 S., 1894).
- Nehemiae. 1907.